# Exercice de récupération
Un exercice de récupération ou un retour au calme est un exercice physique qui permet une transition progressive entre une activité physique intense et un état de repos. Selon l'intensité des exercices précédents, la récupération peut correspondre à une course à allure lente (jogging) ou une marche, ou bien simplement quelques mouvements d'étirement.
Contrairement à la croyance populaire, les exercices de récupération ne diminuent pas les courbatures musculaires d'après l'effort, au contraire des exercices d'échauffement. 
De même, il n'existe pas de preuve sérieuse de l'utilité des exercices de récupération.

## Galerie

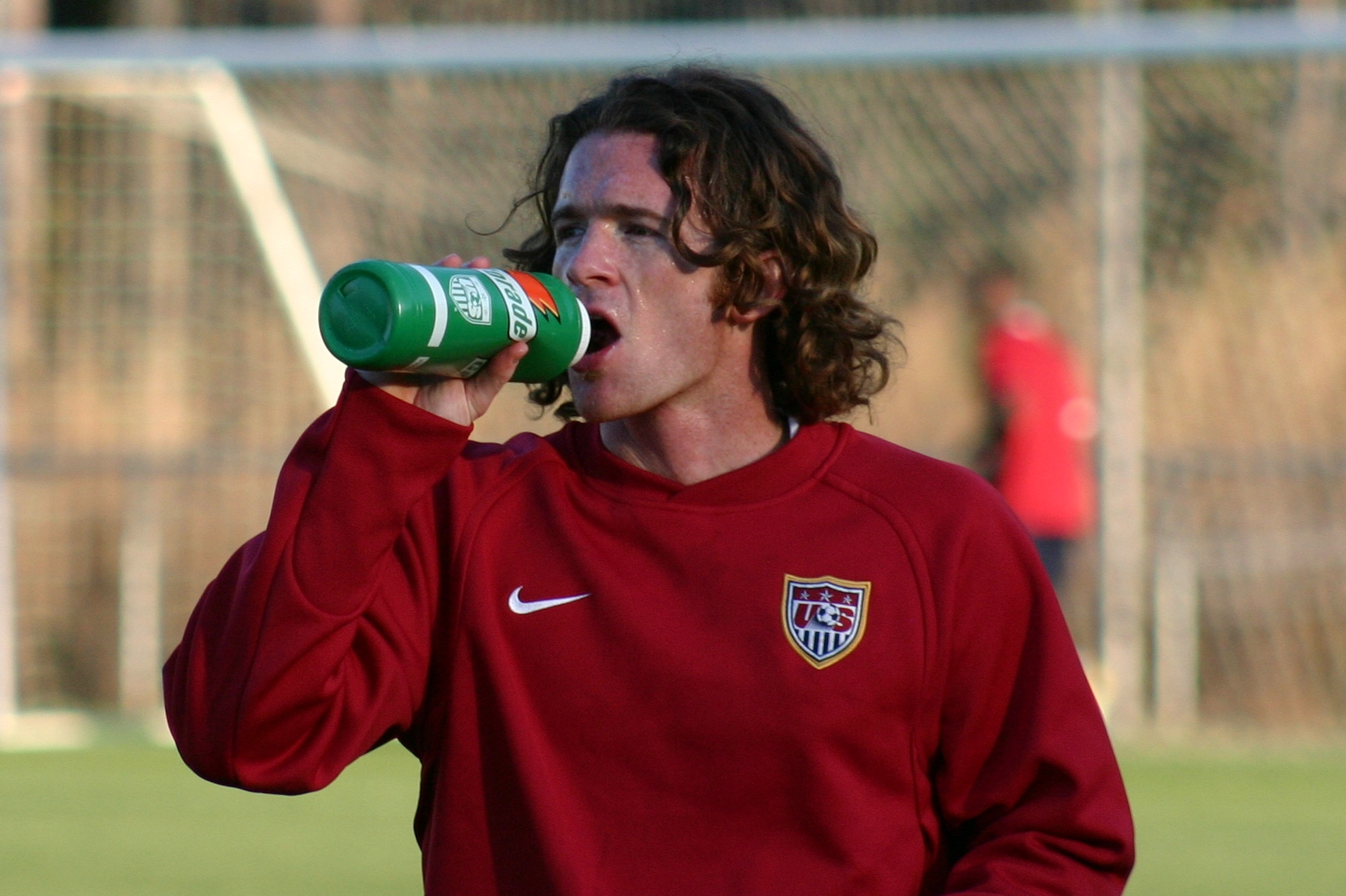
Réhydratation
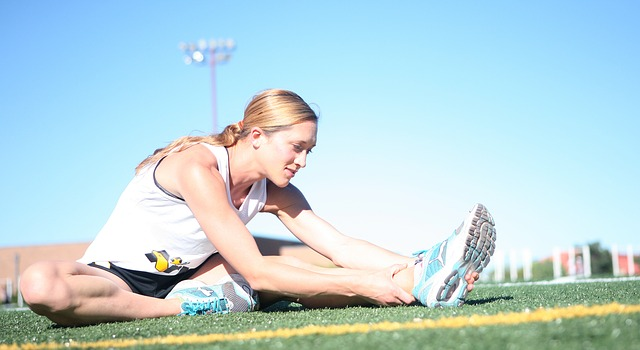
Stretching statique
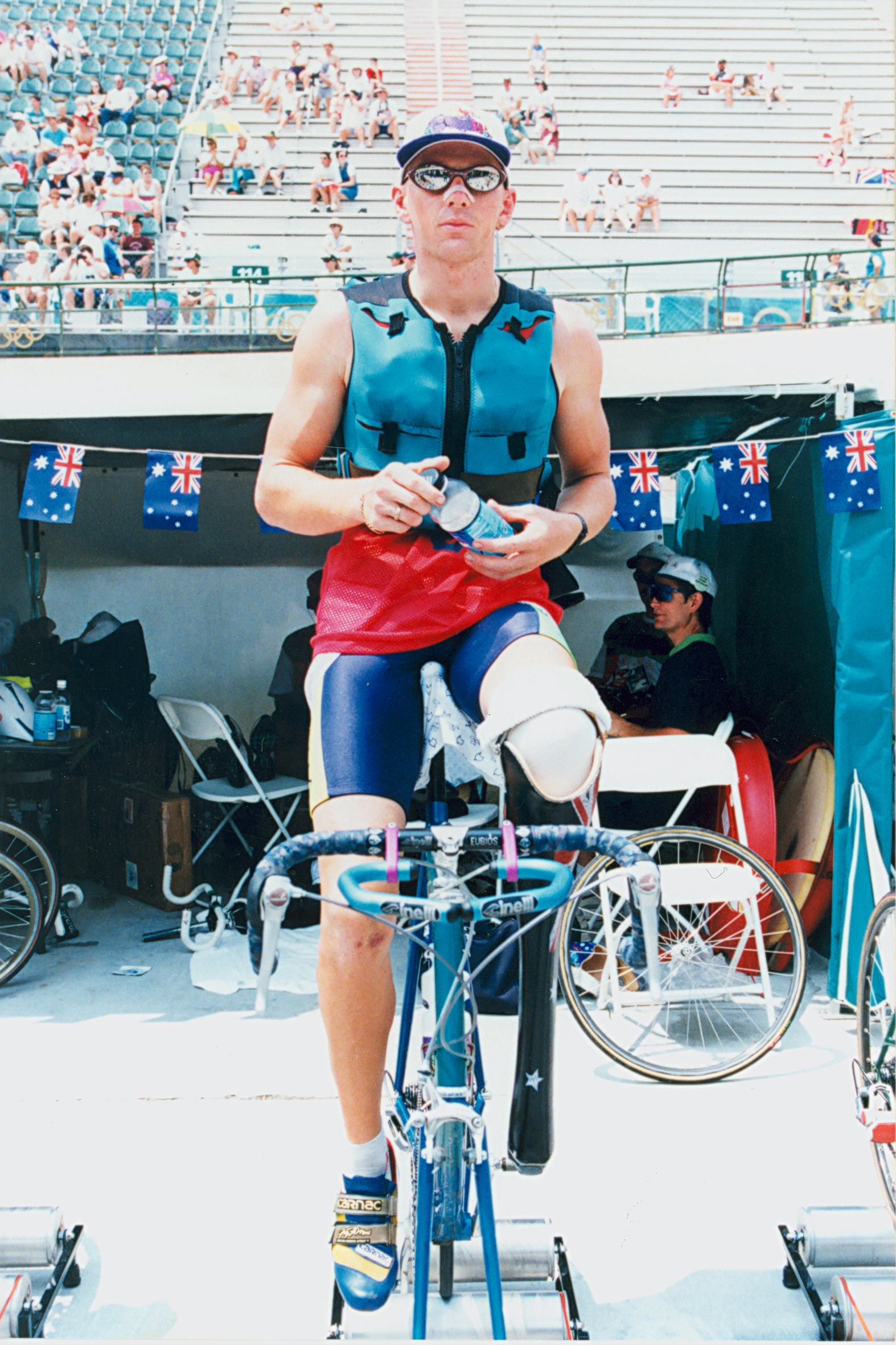
Refroidissement par gilet réfrigérant